# Устер
Устер (нем. Uster) — город в Швейцарии, окружной центр, находится в кантоне Цюрих.
Входит в состав округа Устер. Население составляет 32 577 человек (на 31 декабря 2011 года). Официальный код — 0198.
В Устере родился Жан Хотц- государственный деятель, министр торговли Швейцарии в 1930-1950-е годы.

## Спорт
В 1998 году в городе прошёл чемпионат мира по полумарафону.
Известные спортсмены: футболист Джузеппе Маццарелли (футболист, р. 1972).